# Gustavo Eloy Herrera
Gustavo Eloy Herrera Prescott (Colón, 8 de noviembre de 2005) es un futbolista panameño que juega como delantero en el Deportivo Saprissa, cedido por el Sporting San Miguelito.

## Trayectoria

### Champions FC Academy
Producto juvenil de la Champions FC Academy en donde debutó en la segunda división en el Torneo Apertura 2023 Liga Prom en donde fueron campeón de la conferencia este y subcampeones del torneo perdiendo la superfinal contra el Veraguas United FC en un marcador de 1 a 3 en el complejo deportivo Los Andes N.º2.

### Sporting SM
El 1 de julio de 2023 fue anunciado como nuevo jugador del Sporting San Miguelito para el segundo equipo. Debutó con el primer equipo el 19 de octubre de 2023 en el empate 0 a 0 contra el FC Alianza en el complejo deportivo Los Andes N.º2 en donde fue suplente e ingresó al minuto 73. Con el segundo equipo disputó el Torneo Clausura 2023 Liga Prom en donde fueron eliminados en las semifinales de la conferencia este, fue el máximo goleador del Torneo Apertura 2024 Liga Prom con 20 goles en donde fueron campeones de la conferencia este y de la superfinal de dicho torneo en donde le ganaron 2 a 1 contra el Mario Méndez FC en el COS Sports Plaza. Y disputó parte del Torneo Clausura 2024 Liga Prom en donde el equipo perdieron la final de la conferencia. Con el primer equipo jugó el Torneo Clausura 2023 en donde fueron eliminados en la semifinal en un marcador global de 4 a 3 contra el Club Atlético Independiente de La Chorrera en donde no fue convocado, en dicho torneo disputó 3 partidos, en el Torneo Apertura 2024 jugó 2 partidos en donde quedaron en la quinta posición de la conferencia este, disputó parte del Torneo Clausura 2024 em donde jugó 2 partidos porque a medido de septiembre de 2024 fue anunciado su cesión a un nuevo club, el equipo fue eliminado en los playoff.

### Club Puebla
El 23 de septiembre de 2024 fue transferido al club mexicano Club Puebla en calidad de préstamo hasta diciembre de 2025, siendo asignado a la selección Sub-23. Debutó con el equipo sub-23 el 5 de octubre de 2024 en donde ganaron por penales 4 a 5 contra los Tigres UANL en las Instalaciones de Zuazua en donde fue titular y solo jugó la primera parte. En la Liga MX U23 Apertura 2024 jugó 7 partidos y anotó 2 goles en donde quedaron en la novena posición quedándose a un paso de la liguilla.

## Selección nacional

### Categorías inferiores
Herrera formó parte de la selección panameña sub-20 en el Campeonato Sub-20 de la CONCACAF 2024 em donde fueron eliminados en las semifinales en un marcador de 2 a 1 contra los Estados Unidos ,en dicho campeonato jugó 4 partidos y anotó 3 goles. Ese mismo año llegó a la selección de Panamá Sub-23 en el Torneo Maurice Revello 2024 en donde jugó 3 partidos en donde quedaron en la séptima posición después de ganarle por penales 3 a 4 a Arabia Saudita en donde Herrera Anotó su penal.

### Selección Absoluta
El 24 de enero de 2025, hizo su debut no oficial con la selección nacional de Panamá en una derrota amistosa por 2-1 ante el club peruano Universitario de Deportes, anotando el único gol de su equipo. El 8 de febrero de 2025, debutó con la selección absoluta de Panamá como suplente en una derrota amistosa por 6-1 ante Chile.

### Participaciones en selección nacional
| Copa                        | Categoría | Sede     | Resultado  | Partidos | Goles |
| --------------------------- | --------- | -------- | ---------- | -------- | ----- |
| Campeonato Sub-20 de 2024   | Sub-20    | México   | Semifinal  | 4        | 3     |
| Torneo Maurice Revello 2024 | Sub-23    | Francia  | 7.º lugar  | 3        | 0     |
| Liga de Naciones 2024-25    | Mayor     | Concacaf | Subcampeón | 0        | 0     |

## Clubes
| Club                 | País       | Año          |
| -------------------- | ---------- | ------------ |
| Champions FC Academy | Panamá     | 2020-2023    |
| Sporting SM          | Panamá     | 2023-2024    |
| Club Puebla          | México     | 2024-2025    |
| Deportivo Saprissa   | Costa Rica | 2025-present |